# Alberto Barton
Alberto Leonardo Barton Thompson (Buenos Aires, 18 de julio de 1870 - Lima, 25 de octubre de 1950) fue un microbiólogo peruano-argentino, descubridor del agente etiológico de la Enfermedad de Carrión o Fiebre de la Oroya. La bacteria fue llamada Bartonella bacilliformis, en honor a su nombre.

## Juventud y educación
Sus padres fueron el uruguayo Ralph John Barton Wilde y la argentina Anastasia Francisca Augusta Thompson Rowe, ambos de ascendencia inglesa. Su familia radicada en Argentina, donde había nacido, emigró por razones políticas al Perú en 1876. Ese mismo año su padre fundó La Pureza, una fábrica de gaseosas que se convertiría en la primera embotelladora de Coca-Cola en Sudamérica.
Hizo sus primeros estudios en el Colegio Nuestra Señora de la O de Lima, pero ante una enfermedad ocular fue llevado por tres años a Inglaterra por un tío. A su regreso terminó la secundaria en el Convictorio Peruano. En 1894, después de dejar su participación en el negocio familiar, ingresó a la Facultad de Medicina de San Fernando de la Universidad de San Marcos para estudiar Medicina, de la que se graduó en 1900 con una tesis referente a la enfermedad de Carrión.
En 1902, recibió una beca del Congreso de la República para realizar estudios en enfermedades tropicales y bacteriología en las escuelas de Medicina Tropical de Londres y Edimburgo.
En 1910, se casó con Perfecta Rosa González, con quien tuvo tres hijos; en el parto de su tercer hijo, muere su esposa. En 1934, se volvió a casar con María Isabel Ugarriza Cordero, con quien tuvo una hija, Dora.

## Investigaciones
Después de su regreso (1905), se convirtió en jefe de la sala inglesa de San Jorge y director del laboratorio de Bacteriología del Hospital Guadalupe del Callao, conocido por sus pacientes con la enfermedad de Carrión o Fiebre de La Oroya (conocida así por haberse descubierto en los trabajadores del tren Lima-La Oroya).
En 1905, Barton en sus estudios a 14 enfermos descubrió bacilos en sus eritrocitos: si el paciente se recuperaba de la fase aguda, observó que los bacilos cambiaban de forma a cocoides y si el paciente desarrollaba las lesiones verrucosas (característica de la enfermedad) ya no se podían observar bacterias en sangre periférica. En octubre de ese año en una reunión científica, Barton anunció sus hallazgo; sin embargo, no fue hasta 1909, cuando los publicó en La Crónica Médica.
En 1913, el profesor de Harvard Richard Strong, quien se encontraba en Lima para el V Congreso Latinoamericano Médico, reconoció que los cuerpos endoglobulares que Barton había hallado era los causantes de la enfermedad de Carrión. Se comunicó a Londres y se le dio el nombre de Bartonella bacilliformis a la bacteria, Bartonella a su género y Bartonellaceae a su familia.

## Años posteriores
En 1916, ante su relevo de la jefatura de San Jorge, Barton dejó el Hospital Guadalupe y se dedicó a la medicina privada y a los negocios de su familia. La fábrica que fundó su padre se había convertido en una de las más importantes del país.
En 1925, con la revalorización de sus hallazgos, se convirtió en la primera persona en recibir el Doctorado honoris causa de la Universidad de San Marcos.
En 1937, fue elegido presidente de la Academia Nacional de Medicina y fue reelegido al año siguiente. Además, fue nombrado director del Hospital Arzobispo Loayza (1941-1943).
Falleció el 25 de octubre de 1950, a la edad de 80 años, y fue enterrado en el Cementerio Presbítero Maestro.

## Premios
- Orden del Sol del Perú.
- Primer doctor honoris causa de la Universidad Nacional Mayor de San Marcos, 1925.

## Árbol genealógico
|  |                                                                           |  |  |  |  |  |  |  |  |  |  |  |  |  |  |  |
|  | 16. Thomas Barton Rigby                                                   |  |  |  |  |  |  |  |  |  |  |  |  |  |  |  |
|  |                                                                           |  |  |  |  |  |  |  |  |  |  |  |  |  |  |  |
|  |                                                                           |  |  |  |  |  |  |  |  |  |  |  |  |  |  |  |
|  | 8. Thomas Barton Woods                                                    |  |  |  |  |  |  |  |  |  |  |  |  |  |  |  |
|  |                                                                           |  |  |  |  |  |  |  |  |  |  |  |  |  |  |  |
|  |                                                                           |  |  |  |  |  |  |  |  |  |  |  |  |  |  |  |
|  | 17. Margaret Woods                                                        |  |  |  |  |  |  |  |  |  |  |  |  |  |  |  |
|  |                                                                           |  |  |  |  |  |  |  |  |  |  |  |  |  |  |  |
|  |                                                                           |  |  |  |  |  |  |  |  |  |  |  |  |  |  |  |
|  | 4. Thomas Barton Johnson                                                  |  |  |  |  |  |  |  |  |  |  |  |  |  |  |  |
|  |                                                                           |  |  |  |  |  |  |  |  |  |  |  |  |  |  |  |
|  |                                                                           |  |  |  |  |  |  |  |  |  |  |  |  |  |  |  |
|  | 18. Jervais Johnson                                                       |  |  |  |  |  |  |  |  |  |  |  |  |  |  |  |
|  |                                                                           |  |  |  |  |  |  |  |  |  |  |  |  |  |  |  |
|  |                                                                           |  |  |  |  |  |  |  |  |  |  |  |  |  |  |  |
|  | 9. Ann Johnson                                                            |  |  |  |  |  |  |  |  |  |  |  |  |  |  |  |
|  |                                                                           |  |  |  |  |  |  |  |  |  |  |  |  |  |  |  |
|  |                                                                           |  |  |  |  |  |  |  |  |  |  |  |  |  |  |  |
|  | 19. Elizabeth Johnson                                                     |  |  |  |  |  |  |  |  |  |  |  |  |  |  |  |
|  |                                                                           |  |  |  |  |  |  |  |  |  |  |  |  |  |  |  |
|  |                                                                           |  |  |  |  |  |  |  |  |  |  |  |  |  |  |  |
|  | 2. Ralph John Barton Wild                                                 |  |  |  |  |  |  |  |  |  |  |  |  |  |  |  |
|  |                                                                           |  |  |  |  |  |  |  |  |  |  |  |  |  |  |  |
|  |                                                                           |  |  |  |  |  |  |  |  |  |  |  |  |  |  |  |
|  | 20. James Wild                                                            |  |  |  |  |  |  |  |  |  |  |  |  |  |  |  |
|  |                                                                           |  |  |  |  |  |  |  |  |  |  |  |  |  |  |  |
|  |                                                                           |  |  |  |  |  |  |  |  |  |  |  |  |  |  |  |
|  | 10. James Wild Heard                                                      |  |  |  |  |  |  |  |  |  |  |  |  |  |  |  |
|  |                                                                           |  |  |  |  |  |  |  |  |  |  |  |  |  |  |  |
|  |                                                                           |  |  |  |  |  |  |  |  |  |  |  |  |  |  |  |
|  | 21. Ann Sarah Heard                                                       |  |  |  |  |  |  |  |  |  |  |  |  |  |  |  |
|  |                                                                           |  |  |  |  |  |  |  |  |  |  |  |  |  |  |  |
|  |                                                                           |  |  |  |  |  |  |  |  |  |  |  |  |  |  |  |
|  | 5. Rosina Leonora Wild Simonet                                            |  |  |  |  |  |  |  |  |  |  |  |  |  |  |  |
|  |                                                                           |  |  |  |  |  |  |  |  |  |  |  |  |  |  |  |
|  |                                                                           |  |  |  |  |  |  |  |  |  |  |  |  |  |  |  |
|  | 22. Louis Simonet                                                         |  |  |  |  |  |  |  |  |  |  |  |  |  |  |  |
|  |                                                                           |  |  |  |  |  |  |  |  |  |  |  |  |  |  |  |
|  |                                                                           |  |  |  |  |  |  |  |  |  |  |  |  |  |  |  |
|  | 11. Leonora Maria Simonet de Camp                                         |  |  |  |  |  |  |  |  |  |  |  |  |  |  |  |
|  |                                                                           |  |  |  |  |  |  |  |  |  |  |  |  |  |  |  |
|  |                                                                           |  |  |  |  |  |  |  |  |  |  |  |  |  |  |  |
|  | 23. Adelaide de Camp                                                      |  |  |  |  |  |  |  |  |  |  |  |  |  |  |  |
|  |                                                                           |  |  |  |  |  |  |  |  |  |  |  |  |  |  |  |
|  |                                                                           |  |  |  |  |  |  |  |  |  |  |  |  |  |  |  |
|  | 1. Alberto Leonardo Barton Thompson                                       |  |  |  |  |  |  |  |  |  |  |  |  |  |  |  |
|  |                                                                           |  |  |  |  |  |  |  |  |  |  |  |  |  |  |  |
|  |                                                                           |  |  |  |  |  |  |  |  |  |  |  |  |  |  |  |
|  | 12. John Thompson                                                         |  |  |  |  |  |  |  |  |  |  |  |  |  |  |  |
|  |                                                                           |  |  |  |  |  |  |  |  |  |  |  |  |  |  |  |
|  |                                                                           |  |  |  |  |  |  |  |  |  |  |  |  |  |  |  |
|  | 6. John Thompson Marsh                                                    |  |  |  |  |  |  |  |  |  |  |  |  |  |  |  |
|  |                                                                           |  |  |  |  |  |  |  |  |  |  |  |  |  |  |  |
|  |                                                                           |  |  |  |  |  |  |  |  |  |  |  |  |  |  |  |
|  | 13. Susan Marsh                                                           |  |  |  |  |  |  |  |  |  |  |  |  |  |  |  |
|  |                                                                           |  |  |  |  |  |  |  |  |  |  |  |  |  |  |  |
|  |                                                                           |  |  |  |  |  |  |  |  |  |  |  |  |  |  |  |
|  | 3. Anastasia Francisca Augusta del Sagrado Corazón de Jesús Thompson Rowe |  |  |  |  |  |  |  |  |  |  |  |  |  |  |  |
|  |                                                                           |  |  |  |  |  |  |  |  |  |  |  |  |  |  |  |
|  |                                                                           |  |  |  |  |  |  |  |  |  |  |  |  |  |  |  |
|  | 14. Thomas Rowe                                                           |  |  |  |  |  |  |  |  |  |  |  |  |  |  |  |
|  |                                                                           |  |  |  |  |  |  |  |  |  |  |  |  |  |  |  |
|  |                                                                           |  |  |  |  |  |  |  |  |  |  |  |  |  |  |  |
|  | 7. Phoebe Rowe Vinal                                                      |  |  |  |  |  |  |  |  |  |  |  |  |  |  |  |
|  |                                                                           |  |  |  |  |  |  |  |  |  |  |  |  |  |  |  |
|  |                                                                           |  |  |  |  |  |  |  |  |  |  |  |  |  |  |  |
|  | 15. Phoebe Vinal                                                          |  |  |  |  |  |  |  |  |  |  |  |  |  |  |  |
|  |                                                                           |  |  |  |  |  |  |  |  |  |  |  |  |  |  |  |
|  |                                                                           |  |  |  |  |  |  |  |  |  |  |  |  |  |  |  |